# Sant’Ugo (Rom)
Koordinaten: 41° 51′ 36,7″ N, 12° 34′ 36,5″ O

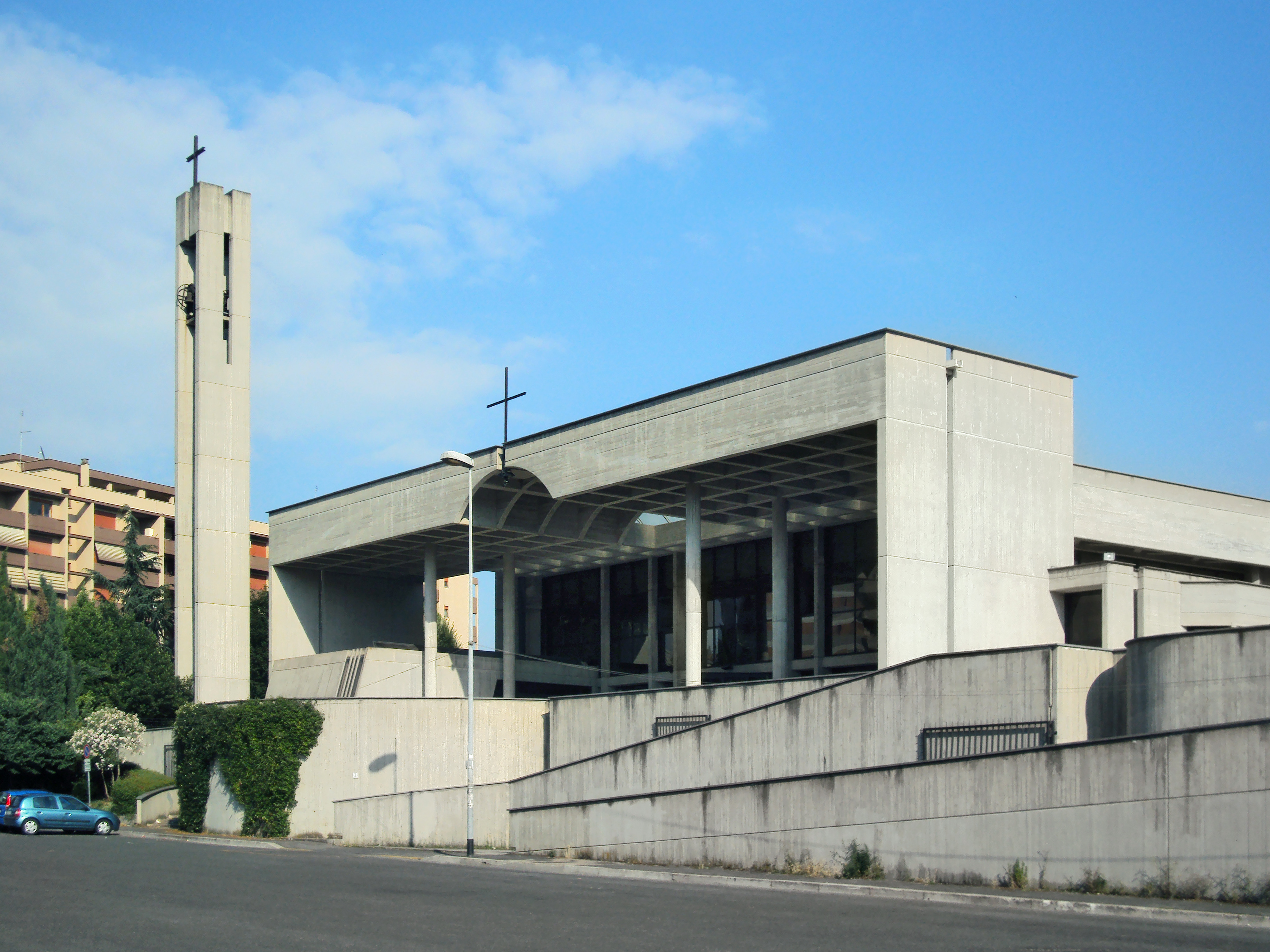
Eingangsfassade mit Turm

Sant’Ugo (lateinisch Sancti Hugonis) ist eine römisch-katholische Pfarrkirche in Rom. Die Pfarrgemeinde wurde am 28. Oktober 1985 durch Kardinalvikar Ugo Poletti gegründet und am 14. Dezember 1991 dem hl. Hugo geweiht. Papst Johannes Paul II. erhob Sant’Ugo 1994 zur Titelkirche. Die Titulatur der Kirche ist seit dem 24. November 1994 dem Kardinalpriester Emmanuel Wamala zugewiesen.
Die Kirche ist ein voluminöses Gebäude im Stil des Brutalismus aus Beton mit einem Betonturm. Das Innere wird von einem barocken Kruzifix und von einem großen Mosaik im Altarraum dominiert, das Szenen aus dem Leben des hl. Hugo zeigt. Die Kirche liegt an der Viale Lina Cavalieri 3 in der römischen Zone Castel Giubileo. 